# (500434) 2012 TX154
(500434) 2012 TX154 es un asteroide perteneciente al cinturón de asteroides, descubierto el 16 de octubre de 2007 por el equipo del Mount Lemmon Survey desde el Observatorio del Monte Lemmon, Arizona, Estados Unidos.

## Designación y nombre
Designado provisionalmente como 2012 TX154.

## Características orbitales
2012 TX154 está situado a una distancia media del Sol de 3,079 ua, pudiendo alejarse hasta 3,527 ua y acercarse hasta 2,630 ua. Su excentricidad es 0,145 y la inclinación orbital 4,735 grados. Emplea 1973,60 días en completar una órbita alrededor del Sol.
Los próximos acercamientos a la órbita de Júpiter se producirán el 7 de septiembre de 2043, el 2 de julio de 2053 y el 14 de julio de 2103, entre otros.

## Características físicas
La magnitud absoluta de 2012 TX154 es 17,2.